# The Dungeon
The Dungeon er en amerikansk stumfilm fra 1922 af Oscar Micheaux.

## Medvirkende
- Shingzie Howard som Myrtle Downing
- William Fountaine som Stephen Cameron
- J. Kenneth Goodman som Gyp Lassiter
- William Crowell
- Earle Browne Cook
- Blanche Thompson